# مدار ۲۱ درجه جنوبی
مدار ۲۱ درجه جنوبی، دایره‌ای از عرض جغرافیایی است که در ۲۱ درجهٔ جنوبی خط استوا  قرار دارد.

## گذر از مناطق
از نصف‌النهار مبدأ شروع می‌شود و به سمت مشرق ۲۱ درجه جنوبی از موارد زیر گذر می‌کند:
| مختصات‌ها                                             | کشور، قلمرو یا دریا | توضیحات |
| ---------------------------------------------------- | ------------------- | --- |
| ۲۱°۰′ جنوبی ۰°۰′ شرقی / ۲۱٫۰۰۰°جنوبی ۰٫۰۰۰°شرقی      | اقیانوس اطلس        | |
| ۲۱°۰′ جنوبی ۱۳°۳۱′ شرقی / ۲۱٫۰۰۰°جنوبی ۱۳٫۵۱۷°شرقی   | نامیبیا             | |
| ۲۱°۰′ جنوبی ۲۱°۰′ شرقی / ۲۱٫۰۰۰°جنوبی ۲۱٫۰۰۰°شرقی    | بوتسوانا            | |
| ۲۱°۰′ جنوبی ۲۷°۴۲′ شرقی / ۲۱٫۰۰۰°جنوبی ۲۷٫۷۰۰°شرقی   | زیمبابوه            | |
| ۲۱°۰′ جنوبی ۳۲°۲۸′ شرقی / ۲۱٫۰۰۰°جنوبی ۳۲٫۴۶۷°شرقی   | موزامبیک            | |
| ۲۱°۰′ جنوبی ۳۵°۶′ شرقی / ۲۱٫۰۰۰°جنوبی ۳۵٫۱۰۰°شرقی    | اقیانوس هند         | کانال موزامبیک |
| ۲۱°۰′ جنوبی ۴۳°۵۲′ شرقی / ۲۱٫۰۰۰°جنوبی ۴۳٫۸۶۷°شرقی   | ماداگاسکار          | |
| ۲۱°۰′ جنوبی ۴۸°۲۷′ شرقی / ۲۱٫۰۰۰°جنوبی ۴۸٫۴۵۰°شرقی   | اقیانوس هند         | |
| ۲۱°۰′ جنوبی ۵۵°۱۵′ شرقی / ۲۱٫۰۰۰°جنوبی ۵۵٫۲۵۰°شرقی   | فرانسه              | Island of رئونیون |
| ۲۱°۰′ جنوبی ۵۵°۴۳′ شرقی / ۲۱٫۰۰۰°جنوبی ۵۵٫۷۱۷°شرقی   | اقیانوس هند         | Passing just south of Barrow Island, استرالیای غربی, استرالیا |
| ۲۱°۰′ جنوبی ۱۱۶°۸′ شرقی / ۲۱٫۰۰۰°جنوبی ۱۱۶٫۱۳۳°شرقی  | استرالیا            | استرالیای غربی قلمرو شمالی (استرالیا) کوئینزلند |
| ۲۱°۰′ جنوبی ۱۴۹°۶′ شرقی / ۲۱٫۰۰۰°جنوبی ۱۴۹٫۱۰۰°شرقی  | دریای کورال         | Passing through استرالیا's دریای کورال |
| ۲۱°۰′ جنوبی ۱۶۴°۴۱′ شرقی / ۲۱٫۰۰۰°جنوبی ۱۶۴٫۶۸۳°شرقی | کالدونیای جدید      | |
| ۲۱°۰′ جنوبی ۱۶۵°۲۴′ شرقی / ۲۱٫۰۰۰°جنوبی ۱۶۵٫۴۰۰°شرقی | دریای کورال         | |
| ۲۱°۰′ جنوبی ۱۶۷°۴′ شرقی / ۲۱٫۰۰۰°جنوبی ۱۶۷٫۰۶۷°شرقی  | کالدونیای جدید      | جزیره لیفو |
| ۲۱°۰′ جنوبی ۱۶۷°۲۲′ شرقی / ۲۱٫۰۰۰°جنوبی ۱۶۷٫۳۶۷°شرقی | اقیانوس آرام        | Passing just north of تونگاتاپو island, تونگا · Passing just north of راروتونگا island, جزایر کوک · Passing just south of Anuanuraro atoll, پلی‌نزی فرانسه · Passing just north of Anuanurunga atoll, پلی‌نزی فرانسه · Passing just north of Nukutepipi atoll, پلی‌نزی فرانسه |
| ۲۱°۰′ جنوبی ۷۰°۱۰′ غربی / ۲۱٫۰۰۰°جنوبی ۷۰٫۱۶۷°غربی   | شیلی                | |
| ۲۱°۰′ جنوبی ۶۸°۲۲′ غربی / ۲۱٫۰۰۰°جنوبی ۶۸٫۳۶۷°غربی   | بولیوی              | |
| ۲۱°۰′ جنوبی ۶۲°۱۵′ غربی / ۲۱٫۰۰۰°جنوبی ۶۲٫۲۵۰°غربی   | پاراگوئه            | |
| ۲۱°۰′ جنوبی ۵۷°۵۰′ غربی / ۲۱٫۰۰۰°جنوبی ۵۷٫۸۳۳°غربی   | برزیل               | ماتوگروسو جنوبی ایالت سائوپائولو میناس گرایس ریو دو ژانیرو اسپیریتو سانتو |
| ۲۱°۰′ جنوبی ۴۰°۴۸′ غربی / ۲۱٫۰۰۰°جنوبی ۴۰٫۸۰۰°غربی   | اقیانوس اطلس        | |